# Gostiradiće
Gostiradiće (cyr. Гостирадиће) – wieś w Serbii, w okręgu raskim, w gminie Raška. W 2011 roku liczyła 36 mieszkańców.